# Fritz Pröll
Fritz Pröll (* 23. April 1915 in Augsburg; † 22. November 1944 im KZ Mittelbau-Dora Nordhausen / Harz) war ein deutscher Widerstandskämpfer gegen den Nationalsozialismus.

## Leben
Der gelernte Metallarbeiter Pröll schloss sich 1934 Augsburgs größter Widerstandsgruppe, der „Roten Hilfe“ an. Die „Rote Hilfe“ sammelte in Augsburg für Familien von inhaftierten Verfolgten des NS-Regimes. Bei einer Übergabe von fünf Reichsmark wurde Pröll zusammen mit weiteren Gruppenmitgliedern verhaftet. Er erhielt wegen „Vorbereitung zum Hochverrat“ die höchste Jugendstrafe der damaligen Zeit: drei Jahre Einzelhaft. Fritz Pröll verbüßte seine Strafe von 1934 bis 1937 im Zuchthaus Landsberg am Lech.
Dann wurde er für einen Tag entlassen. „Die Familie freute sich sehr, dass sie Fritz wieder in ihre Arme schließen konnte.“ Am nächsten Tag wurde er von der Gestapo Augsburg wieder verhaftet und ohne Urteil in das KZ Dachau eingewiesen. Als „Wiederholungstäter“ kam er umgehend in die dortige Strafkompanie. Fritz Pröll wurde 1939 vom KZ Dachau in das KZ Buchenwald überstellt. Dort traf er seinen Bruder Josef Pröll. Beide wurden Mitglieder der dortigen internationalen Widerstandsgruppe. Fritz und Josef Pröll wurden 1942, zusammen mit etwa 400 weiteren Häftlingen, in das KZ Natzweiler-Struthof nach Frankreich verlegt. In Viehwaggons waren sie etwa drei Tage unterwegs. Der Transport ist als „Nacht- und Nebeltransport“ in den Unterlagen gekennzeichnet. Die beiden trugen in ihren Papieren die Stempel „RU“ (Rückkehr unerwünscht). Die deutschen Häftlinge hatten die Aufgabe, das KZ Natzweiler aufzubauen. Plan der SS war es, die Häftlinge anschließend alle umzubringen. Dies wurde durch eine raffiniert durchgeführte Aktion der Résistance vereitelt – allen Häftlingen wurde dadurch zunächst das Leben gerettet. Fritz Pröll verliebte sich im KZ Natzweiler in ein jüdisches Mädchen. Die beiden begegneten sich mehrmals – die Liebe blieb den Umständen entsprechend „platonisch“. Zu dieser Zeit war Josef Kramer aus Augsburg Lagerkommandant im KZ Natzweiler. Das pathologische Institut in Straßburg brauchte Menschenskelette für seine Forschungsarbeiten beziehungsweise Fortbildungsmöglichkeiten der Ärzte. Junge Frauen aus dem KZ Natzweiler wurden deshalb ermordet. Auch die etwa 28-jährige Frau, in die sich Fritz Pröll verliebt hatte, kam dabei ums Leben.
Am 14. Dezember 1943 wurden Fritz und Josef Pröll zurück in das KZ Buchenwald überstellt. Während Josef Pröll im KZ Buchenwald blieb, wurde Fritz Pröll weiter in das Arbeitslager Dora verlegt, das zu dieser Zeit noch ein Außenlager des KZ Buchenwald war. In unterirdischen Stollen schufteten tausende Häftlinge aus vielen Nationen Europas unter inhumanen Arbeits- und Lebensbedingungen, um Hitlers „Vergeltungswaffen“, die V1 und V2 zu produzieren.
Fritz Pröll arbeitete dort als Schreiber im Krankenrevier. Auch wegen seiner guten Sprachkenntnisse liefen bei ihm alle wichtigen Informationen der internationalen Widerstandsgruppe zusammen. Dort traf Pröll auch auf die Widerständler Albert Kuntz, Georg Thomas, Ludwig Szymczak, Otto Runki, Christian Beham, Heinz Schneider, den Sozialdemokraten August Kroneberg, den tschechoslowakischen Arzt und Kommunisten Jan Cespiva, den sowjetischen Fliegerhauptmann Jelowoj aus Odessa, der unter dem falschen Namen Simeon Grinko in Dora war, sowie polnische, französische und holländische Widerstandskämpfer.
Durch Sabotage gelang es den Häftlingen des Lagerwiderstandes einen Teil der Raketen funktionsunfähig zu machen. Bei einem Drittel der 1944 abgefeuerten Raketen versagten die Triebwerke. Von den insgesamt eingesetzten 10.800 V2-Raketen explodierten mehr als die Hälfte noch beim Anflug in der Luft. Der SS-Oberscharführer Ernst Sander und Oberst Eichhorn wurden speziell dafür eingesetzt, die vermutete Sabotagegruppe dingfest zu machen. Das Lager wurde mit einem Spitzelsystem überzogen. Als am 18. November 1944 die Wehrmacht zwei ganze Güterzüge mit V-Raketen zurückschickte („Unbrauchbar, Sabotage“), wurden dutzende Gefangene auf Verdacht gefoltert und erhängt. An Balken zwischen zwei Kränen wurden Stricke mit Schlingen angebracht, mehrere Menschen gleichzeitig daran gehängt und durch Hochziehen der Kräne erdrosselt. Fritz Pröll beschäftigte sich während seiner langen Haftzeit mit Medizin, so konnte er im KZ Mittelbau-Dora mithelfen, vielen Häftlingen das Leben zu retten. Um unter Folter die Mitglieder des Lagerwiderstandes nicht zu verraten, nahm sich Pröll schließlich am 22. November 1944 mit einer Giftspritze das Leben. Pröll wurde 29 Jahre alt, von denen er 9 ½ Jahre in Haft, Kerkern und Konzentrationslagern zubrachte.
Fritz Pröll schreibt in seinem Abschiedsbrief:
„Meine Lieben! Zu Beginn meiner schwersten Stunde empfangt meinen geschwisterlichen Gruß. Ruhig und zufrieden, frei vor jeder Furcht vor dem Tode, habe ich mich entschlossen zu sterben. Mein letzter Wunsch: Pflegt das Grab meiner unvergesslichen Mutti und seid alle umarmt und tausendmal geküßt; ich war treu und tapfer bis in den Tod. Lebt wohl! Centa, Maria, Erika und Liselotte und Rudi. Euer Fritz“

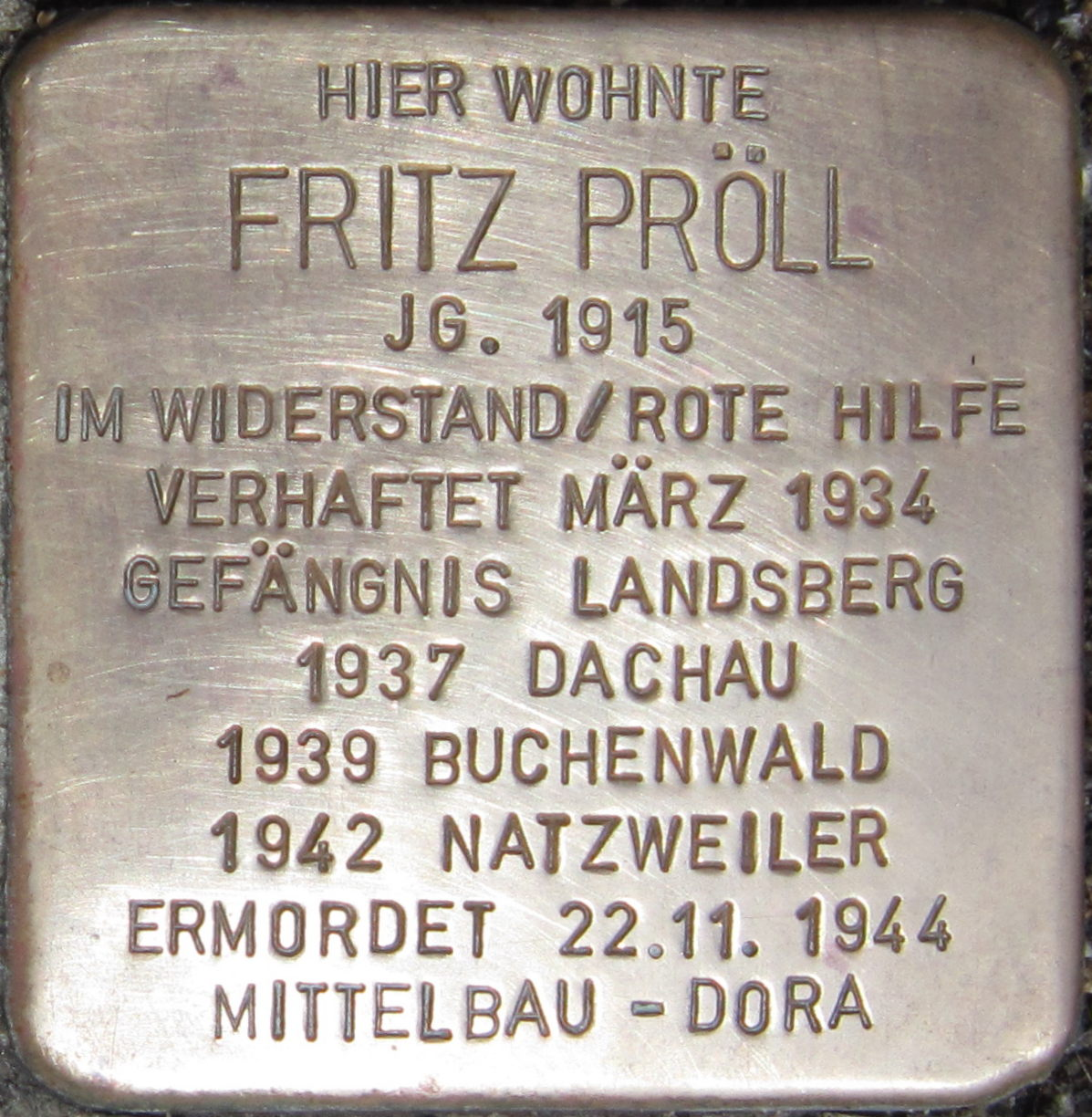
Stolperstein für Fritz Pröll in Augsburg

## Nachwirkungen
Eine Schulklasse des Paul-Klee Gymnasiums aus Gersthofen erarbeitete 2001 ein Projekt u. a. zum Leben der Familie Pröll. Sie stieß dabei auf unvorhergesehene Schwierigkeiten. Der Bürgermeister verwehrte den Schülern den Zutritt zum Archiv und der Zugang musste vor Gericht erstritten werden.
Eine von der SPD Gersthofen (durch den Stadtrat Peter Schönfelder) geforderte Umbenennung der Wernher-von-Braun-Straße in Gersthofen in Fritz-Pröll-Straße fand bisher nicht statt. Die Stadt Gersthofen begründete dies mit der bisher üblichen Praxis, Straßen eines Stadtteiles nach Themen zu benennen. Als Ausgleich sollen Straßen eines neuen Stadtteiles nach Widerstandskämpfern benannt werden – dies ist aber bis heute (Stand April 2020) nicht geschehen.

## Filme
- Anna, ich habe Angst um dich von Josef Pröll (jun.) und Wolfgang Kucera über Anna Pröll, die Schwägerin von Fritz Pröll,[8]
- Vorwärts und nicht vergessen – Film über den Augsburger Widerstand – BRD/1985